# Melanorhinus microps
Melanorhinus microps är en fiskart som först beskrevs av Poey, 1860.  Melanorhinus microps ingår i släktet Melanorhinus och familjen Atherinopsidae. Inga underarter finns listade i Catalogue of Life.